# Nhà ngoại cảm
Nhà ngoại cảm, linh lực gia, năng lực gia (tiếng Anh ESPer hay psychic), là một người tuyên bố sử dụng nhận thức ngoại cảm (ESP) để xác định thông tin ẩn khỏi các giác quan thông thường, đặc biệt liên quan đến thần giao cách cảm hoặc khả năng thấu thị, hoặc người thực hiện các hành vi dường như không thể giải thích được bằng các quy luật tự nhiên. Mặc dù nhiều người tin vào khả năng ngoại cảm, sự đồng thuận khoa học là không có bằng chứng về sự tồn tại của những sức mạnh như vậy, và mô tả thực tiễn là giả khoa học. Từ "psychic" cũng được sử dụng như một tính từ để mô tả những khả năng đó.
Các nhà ngoại cảm bao gồm mọi người trong một loạt các vai trò. Một số là diễn viên sân khấu, chẳng hạn như nhà ảo thuật sân khấu, người sử dụng các kỹ thuật khác nhau, ví dụ, trò ảo thuật, đọc lạnh, và đọc nóng, để tạo ra xuất hiện của các khả năng như vậy cho các mục đích giải trí. Một ngành công nghiệp lớn và mạng lưới tồn tại theo đó mọi người được quảng cáo là nhà ngoại cảm cung cấp lời khuyên và tư vấn cho khách hàng. Một số nhà ngoại cảm nổi tiếng bao gồm Edgar Cayce, Ingo Swann, Peter Hurkos, Janet Lee, Jose Ortiz El Samaritano, Miss Cleo, John Edward, Sylvia Browne và Tyler Henry. Sức mạnh tâm linh được khẳng định bởi các thám tử ngoại cảm và trong các thực hành như khảo cổ học tâm linh và thậm chí phẫu thuật tâm linh.
Các nhà ngoại cảm đôi khi được nhắc đến trong khoa học viễn tưởng và tiểu thuyết giả tưởng. Ví dụ về tiểu thuyết có các nhân vật có sức mạnh tâm linh bao gồm nhượng quyền Star Wars, có các sinh vật "nhạy cảm với lực" có thể nhìn vào tương lai và di chuyển các vật thể từ xa, cùng với Dungeons & Dragons và một số tác phẩm của Stephen King, cùng nhiều tác phẩm khác.

## Lịch sử

### Nhà tiên tri cổ xưa
Hệ thống phức tạp của bói toán và dự đoán vận may đã có từ thời cổ đại. Có lẽ hệ thống bói toán văn minh sớm được biết đến rộng rãi nhất là chiêm tinh học, nơi các học viên tin rằng vị trí tương đối của các thiên thể có thể cho vay cái nhìn sâu sắc vào cuộc sống của mọi người và thậm chí dự đoán hoàn cảnh tương lai của họ. Một số thầy bói được cho là có thể đưa ra dự đoán mà không cần sử dụng các hệ thống phức tạp này (hoặc kết hợp với chúng), thông qua một số cách hiểu trực tiếp hoặc tầm nhìn về tương lai. Những người này được gọi là tiên kiến hoặc tiên tri, và trong thời gian sau đó là người thấu thị (từ tiếng Pháp có nghĩa là "nhìn rõ" hoặc "nhìn rõ") và các nhà ngoại cảm.
Những nhà tiên tri đã hình thành một vai trò chức năng trong nền văn minh sớm, thường phục vụ như là cố vấn, linh mục và thẩm phán. Một số ví dụ được bao gồm trong các tài khoản Kinh Thánh. Cuốn sách của 1 Samuel (Chương 9) minh họa một nhiệm vụ chức năng như vậy khi Samuel được yêu cầu tìm những con lừa của vị vua tương lai Saul. Vai trò của nhà tiên tri xuất hiện lâu năm trong các nền văn hóa cổ đại. Ở Ai Cập, các linh mục của vị thần mặt trời Ra tại Memphis đóng vai trò là tiên kiến. Trong các nhà tiên tri Assyria cổ đại được gọi là nabu, có nghĩa là "để gọi" hoặc "thông báo".
Delphic Oracle là một trong những câu chuyện sớm nhất trong thời cổ đại về khả năng tiên tri. Pythia, nữ tư tế chủ trì Oracle của Apollo tại Delphi, được cho là có thể đưa ra những lời tiên tri lấy cảm hứng từ Apollo trong các nghi lễ bắt đầu từ thế kỷ thứ 8 trước Công nguyên. Người ta thường nói rằng Pythia đã đưa ra những lời sấm truyền trong trạng thái điên cuồng do hơi bốc lên từ mặt đất, và cô nói tiếng nói vô nghĩa, được cho là tiếng nói của Apollo, mà các linh mục đã chia sẻ lại những lời tiên tri bí ẩn được lưu giữ trong văn học Hy Lạp. Các học giả khác tin rằng các ghi chép từ thời đó chỉ ra rằng Pythia đã nói một cách thông minh, và đưa ra những lời tiên tri bằng giọng nói của chính mình.
Một trong những tài liệu tham khảo lịch sử lâu dài nhất về những gì mà một số người coi là khả năng ngoại cảm là những lời tiên tri của Michel de Nostredame (1503-1566), thường được Latin hóa thành Nostradamus, được xuất bản trong thời kỳ Phục hưng Pháp. Nostradamus là một nhà bào chế và nhà tiên tri người Pháp, người đã viết các bộ sưu tập các lời tiên tri đã trở nên nổi tiếng trên toàn thế giới và hiếm khi được in ra kể từ khi ông qua đời. Ông nổi tiếng với cuốn sách Les Propheties, phiên bản đầu tiên xuất hiện vào năm 1555. Được kết hợp với nhau, các tác phẩm viết của ông được biết có chứa ít nhất 6.338 quatrain hoặc lời tiên tri, cũng như ít nhất mười một lịch hàng năm. Hầu hết các quatrain đối phó với các thảm họa, chẳng hạn như bệnh dịch, động đất, chiến tranh, lũ lụt, xâm lược, giết người, hạn hán và chiến đấu - tất cả đều không có ngày rõ ràng.
Nostradamus là một nhân vật gây tranh cãi. Nhiều người đam mê của ông, cũng như báo chí nổi tiếng, tin rằng ông dự đoán nhiều sự kiện lớn trên thế giới. Quan tâm đến công việc của ông vẫn còn đáng kể, đặc biệt là trong các phương tiện truyền thông và văn hóa đại chúng. Ngược lại, hầu hết các học giả hàn lâm cho rằng các mối liên hệ được tạo ra giữa các sự kiện thế giới và quatrain của Nostradamus phần lớn là kết quả của việc giải thích sai hoặc dịch sai (đôi khi có chủ ý) hoặc khác là rất khó để biến chúng thành vô dụng như là bằng chứng của bất kỳ sức mạnh dự đoán thực sự nào.
Ngoài niềm tin rằng một số nhân vật lịch sử đã được ban cho một khuynh hướng đối với các trải nghiệm ngoại cảm, một số khả năng ngoại cảm được cho là có sẵn cho tất cả mọi người. Chẳng hạn, niềm tin vào những giấc mơ tiên tri là phổ biến và tồn tại trong nhiều nền văn hóa cổ đại.

### Tiến bộ thế kỷ XIX

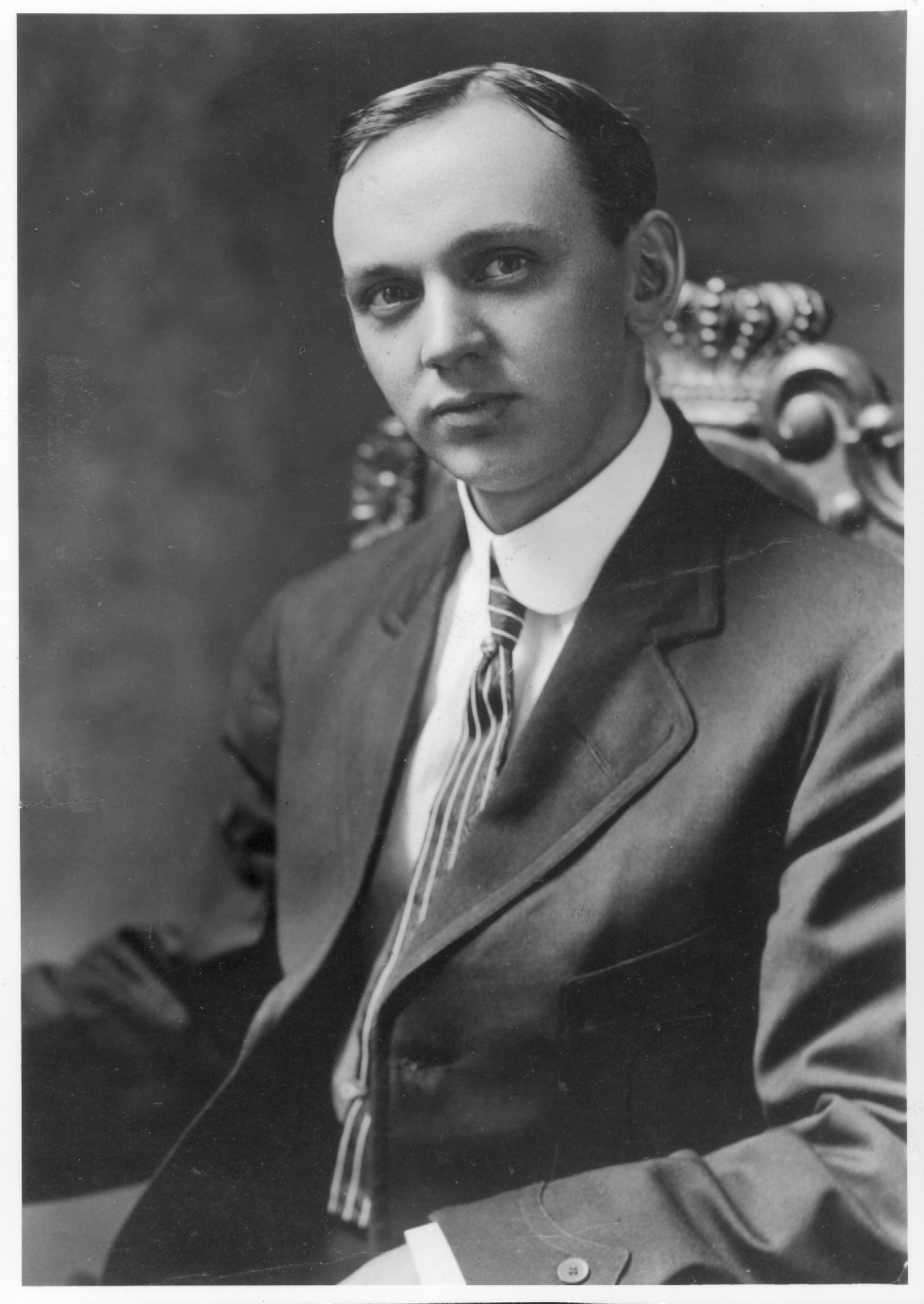
Edgar Cayce (1877 Từ1945) là một nhà ngoại cảm của thế kỷ 20 và đưa ra nhiều dự đoán được công bố rộng rãi.

Vào giữa thế kỷ XIX, thuyết duy linh hiện đại trở nên nổi bật ở Hoa Kỳ và Vương quốc Anh. Đặc điểm nổi bật của phong trào là niềm tin rằng linh hồn của người chết có thể được liên lạc với các phương tiện để cho vay cái nhìn sâu sắc đến người sống.    Phong trào được thúc đẩy một phần bởi những giai thoại về sức mạnh tâm linh. Một người như vậy được cho là có khả năng phi thường là Daniel Dunglas Home, người nổi tiếng trong thời kỳ Victoria vì khả năng được báo cáo là bay lên nhiều độ cao khác nhau và có khả năng nói chuyện với người chết.
Khi phong trào Tâm linh phát triển các nhóm so sánh khác phát sinh, bao gồm Hiệp hội Thần học, được đồng sáng lập vào năm 1875 bởi Helena Blavatsky (1831-1891). Thần học kết hợp các yếu tố tâm linh với chủ nghĩa thần bí phương Đông và có ảnh hưởng vào đầu thế kỷ 20, sau đó ảnh hưởng đến phong trào Thời đại mới trong những năm 1970. Bản thân Blavatsky đã tuyên bố nhiều sức mạnh tâm linh.

### Cuối thế kỷ XX
Vào cuối thế kỷ XX, tâm lý học thường gắn liền với văn hóa Thời đại mới. Các bài đọc tâm linh và quảng cáo cho các nhà ngoại cảm rất phổ biến từ những năm 1960 trở đi, vì các bài đọc được cung cấp có tính phí và được đưa ra trong các cài đặt như qua điện thoại, trong nhà hoặc tại các hội chợ tâm linh.